# Nadia Calviño
Nadia María Calviño Santamaría (/ˈnaðja maˈɾia kalˈβiɲo sãn̪tamaˈɾia/), née le 3 octobre 1968 à La Corogne, est une femme politique espagnole.
Diplômée en droit de l'université complutense de Madrid, elle y enseigne entre 1991 et 1994. Elle intègre ensuite l'administration du ministère de l'Économie et des Finances, ayant réussi le concours d'économiste de l'État. Elle se spécialise dans la lutte contre les monopoles.
En 2004, Pedro Solbes la nomme directrice générale de la Concurrence. Elle travaille sur le livre blanc du système financier puis sur l'offre publique d'achat de Gas Natural sur Endesa.
Elle rejoint, deux ans plus tard, les services de la Commission européenne, aux côtés de Neelie Kroes. Elle est alors la plus jeune directrice générale adjointe de l'institution. Elle passe sous l'autorité de Michel Barnier en 2010 et travaille sur le projet d'Union bancaire. Elle y devient, en 2014, directrice générale du Budget, où elle établit le cadre financier du budget 2021-2027. Elle est la fonctionnaire espagnole exerçant les plus hautes responsabilités au sein de l'institution.
En juin 2018, elle est nommée ministre de l'Économie par Pedro Sánchez, qui la reconduit dans son second gouvernement, en janvier 2020, avec le titre de vice-présidente du gouvernement, puis dans son troisième gouvernement en novembre 2023. Elle devient présidente de la Banque européenne d'investissement le 1er janvier 2024.

## Jeunesse et famille
Nadia María Calviño Santamaría naît à La Corogne le 3 octobre 1968.
Elle est la fille de José María Calviño, avocat né à Pontevedra en 1943. La famille déménage peu après sa naissance à Madrid, où son père a été recruté par la Radiotelevisión Española (RTVE),. Il est désigné au conseil d'administration en 1980, puis directeur général deux ans plus tard, sur décision du vice-président du gouvernement Alfonso Guerra.
Elle est au centre d'une polémique — alimentée par l'Alliance populaire (AP) et le journal ABC — en 1986. Elle est filmée en train de voter lors du référendum sur le maintien dans l'OTAN, bien qu'elle n'ait que 17 ans et six mois. Peu après, son père se trouve relevé de ses fonctions, sur décision de Felipe González.
Elle est mère de quatre enfants, parle allemand, anglais et français.

## Carrière professionnelle en Espagne

### Débuts universitaires
Nadia Calviño commence à travailler, en 1989, comme consultante économique dans plusieurs cabinets d'avocats, puis en tant qu'interprète. Deux ans plus tard, elle obtient une licence en sciences économiques à la prestigieuse université complutense de Madrid (UCM). Elle y devient professeur associée en politique économique et système financier,.

### Économiste de l'État
En 1994, Nadia Calviño réussit le concours du corps supérieur des techniciens commerciaux et économistes de l'État (TECO), auquel elle se prépare avec l'aide du futur ministre de l'Économie, Román Escolano,. Elle est nommée, peu après, chef de service à la direction de l'Analyse du Marché du travail et des Prix de la direction générale des Prévisions et de la Conjoncture du ministère de l'Économie et des Finances.

### Ascension
Nadia Calviño entame ensuite son ascension. D'abord responsable de la lutte anti-fraude au service de la Protection de la concurrence en 1996, elle est désignée deux ans plus tard directrice adjointe des Analyses macro-économiques et des Prévisions au sein de la direction générale de la Politique économique, puis directrice de cabinet du directeur général de la Politique commerciale et des Investissements étrangers en 1999.
Elle accède, en 2000, aux fonctions de directrice adjointe des Affaires juridiques du service de la Protection de la concurrence. En 2001, elle devient directrice adjointe des Fusions-Acquisitions. Elle est parallèlement diplômée en droit de l'université nationale d'enseignement à distance (UNED),. Elle travaille alors sous l'autorité du secrétaire d'État à l'Économie, Luis de Guindos, futur ministre de l'Économie.

### Directrice générale de la Concurrence

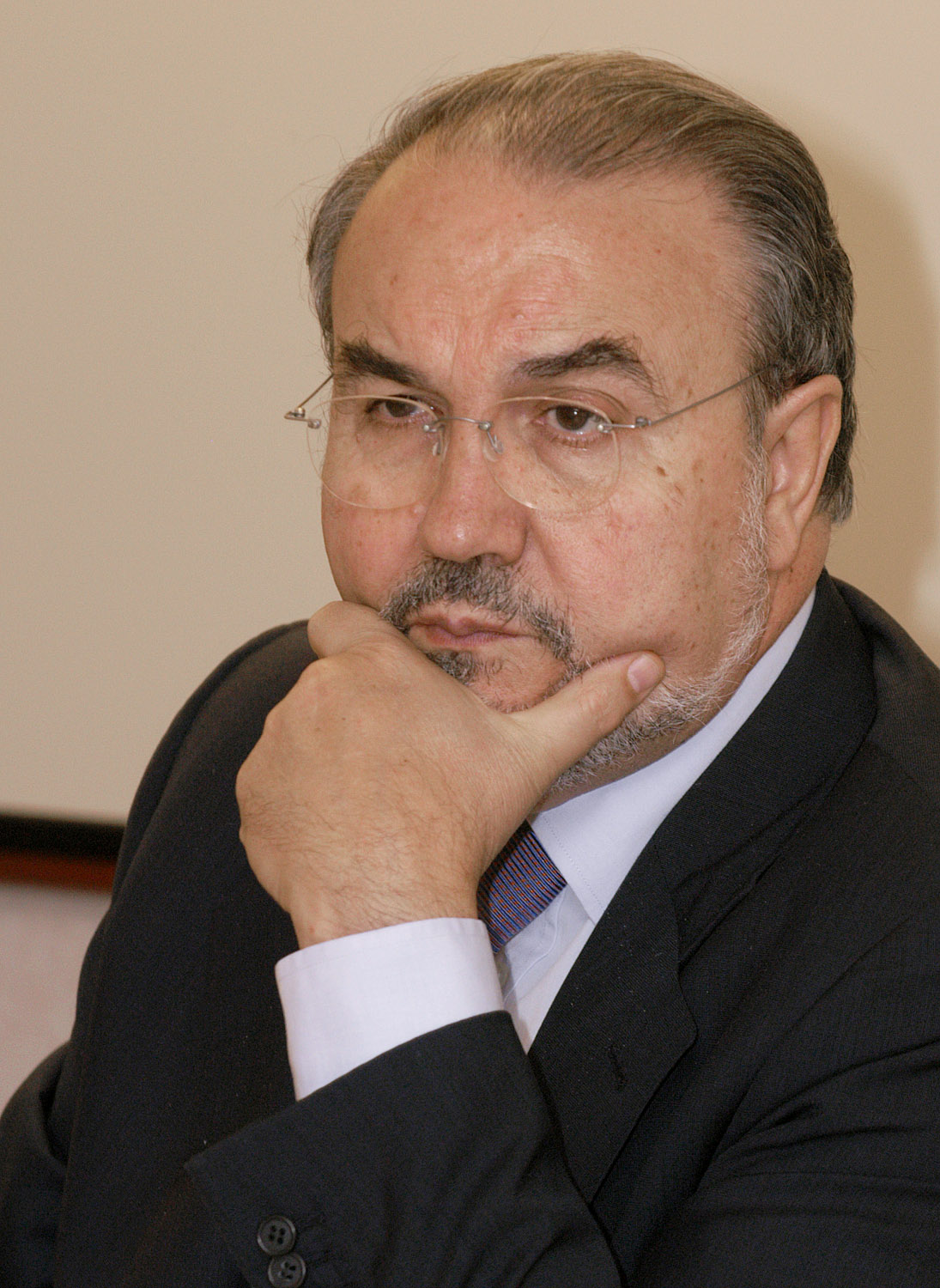
Pedro Solbes nomme Calviño directrice générale de la Concurrence.

En 2004, le nouveau ministre de l'Économie et des Finances, Pedro Solbes, choisit Nadia Calviño comme directrice générale de la Protection de la concurrence.
Elle participe, en janvier 2005, à la présentation du livre blanc sur la réforme du système financier, aux côtés de Solbes et du secrétaire d'État à l'Économie, David Vegara, qui propose la création de la Commission nationale de la concurrence (CNC). Le livre blanc aboutit, deux ans plus tard, à l'adoption par les Cortes Generales de la loi relative à la protection de la concurrence (LDC).
Après l'annonce de l'offre publique d'achat (OPA) de Gas Natural sur Endesa, en septembre 2005, Solbes la charge de rédiger l'avis du gouvernement et lui donne des instructions précises pour qu'elle réforme le cadre réglementaire du secteur de l'énergie. L'objectif poursuivi est alors de modifier la législation pour que l'opération soit conforme à la réglementation, et qu'elle apparaisse bonne pour les consommateurs.
La Commission national de l'énergie (CNE) valide l'opération financière sous conditions en novembre 2005, tandis que le Tribunal de protection de la concurrence (TDC) s'y oppose janvier 2006. Un mois plus tard, le Conseil des ministres valide l'OPA, lui aussi sous conditions,,. Finalement, Endesa sera achetée par un consortium entre Enel et Acciona un an plus tard.

## Haute fonctionnaire européenne

### Numéro deux de Kroes puis Barnier

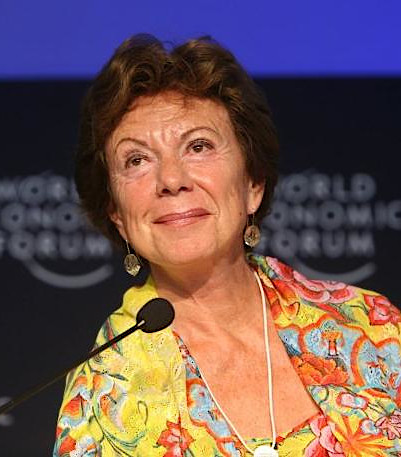
Neelie Kroes recrute Calviño à la Commission européenne, où elle est la plus jeune directrice générale adjointe.

Nadia Calviño quitte, en juillet 2006, la haute fonction publique espagnole pour rejoindre l'administration de la Commission européenne. Elle est initialement directrice générale adjointe des Fusions et de la Protection de la concurrence à la direction générale de la Concurrence (DG COMP), étant, à 38 ans, la plus jeune directrice générale adjointe de l'institution. Sa nomination intervient alors qu'elle est l'interlocutrice choisie par l'exécutif espagnol pour discuter avec la commissaire européenne, Neelie Kroes — qui la recrute —, des éléments relevant du droit communautaire de l'OPA de Gas Natural. Son départ du ministère était déjà pressenti, mais pour occuper le poste de déléguée commerciale de l'ambassade d'Espagne à Paris.
Elle est nommée, en 2010, directrice générale adjointe des Services financiers à la direction générale du Marché intérieur et des Services. Aux côtés de Michel Barnier, elle travaille sur les avant-projets d'Union bancaire et de Mécanisme de résolution unique, conséquence de la crise de la dette dans la zone euro. En février 2012, du fait de ses bonnes relations avec Luis de Guindos, son nom est cité — avec celui d'Elvira Rodríguez — pour prendre la présidence d'une nouvelle autorité indépendante de régulation qui fusionnerait la Commission nationale de l'énergie, la Commission nationale des télécommunications, la Commission nationale du secteur postal et le Conseil national des médias audiovisuels.

### Directrice générale du Budget
En mai 2014, Nadia Calviño prend le poste de directrice générale du Budget (DG BUDG). Elle est ainsi la fonctionnaire de nationalité espagnole occupant les plus hautes fonctions au Berlaymont. Elle travaille principalement avec Kristalina Gueorguieva, puis Günther Oettinger. Ayant autorité sur cinq directions et 450 fonctionnaires, elle établit avec ses services le cadrage financier du budget européen pour la période entre les années 2021 et 2027.

## Ministre de l'Économie

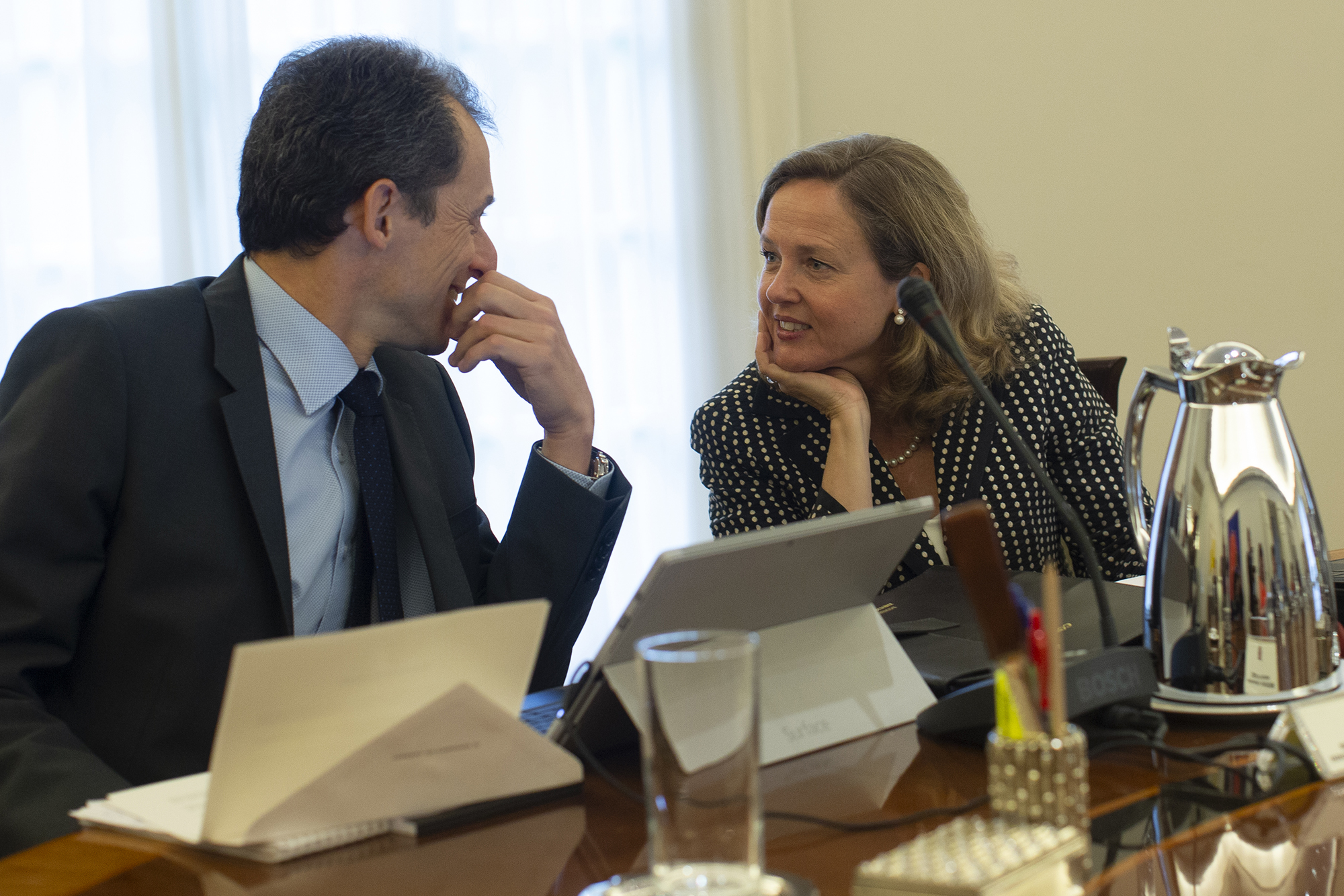
Nadia Calviño échange avec le ministre de la Science, Pedro Duque, lors de leur premier Conseil des ministres, le 8 juin 2018.

### Prise de fonction
Le 5 juin 2018, la presse révèle que Nadia Calviño sera nommée ministre de l'Économie et des Entreprises au sein du premier gouvernement, minoritaire, du socialiste Pedro Sánchez. Son nom avait récemment été évoqué par le parti Ciudadanos (Cs) pour le poste de gouverneur de la Banque d'Espagne. Sa désignation est perçue comme un message de tranquillité, de rigueur et de stabilité envoyé par Sánchez aux autorités européennes. C'est l'ancien secrétaire général du PSOE puis commissaire européen à la Concurrence, Joaquín Almunia, qui a suggéré la désignation de Calviño — avec qui il a travaillé à la Commission européenne — à Sánchez. Peu avant sa désignation, elle était effectivement citée — avec l'ancien ministre Jordi Sevilla et l'ex-secrétaire d'État David Vegara — comme potentielle titulaire du ministère responsable de la politique économique. Proche du Parti socialiste, elle n'en est pas membre.
Elle présente un profil social-libéral, plus technique que politique, et très europhile. De fait, elle détonne avec le principal conseiller économique de Sánchez, le secrétaire à la Politique économique du PSOE, Manu Escudero, qui promeut une forme de revenu de base pour les plus défavorisés, la création d'une banque publique et une fiscalité spécifique sur les activités bancaires pour financer les pensions de retraite.
Prenant ses fonctions deux jours plus tard, elle juge que le nouvel exécutif propose « un programme modernisateur, féministe et européen ». Elle rend hommage à son prédécesseur, Román Escolano, qu'elle présente comme un ami, rappelant qu'il l'a aidée à préparer son concours, et le salue pour avoir « pris une décision difficile et courageuse de par son engagement avec l'Espagne », en référence à sa démission de la Banque européenne d'investissement (BEI) pour intégrer l'exécutif moins de trois mois plus tôt.
Le nouveau président du gouvernement lui confie la présidence de la commission déléguée des Affaires économiques, faisant d'elle la coordonnatrice de la politique économique du cabinet. Depuis 2011, cette responsabilité relevait directement du chef de l'exécutif. De plus, le bureau économique du président du gouvernement (OEPG) est supprimé au profit d'une simple direction générale, Sánchez cherchant à éviter les frictions ayant existé entre les directeurs de l'OEPG et les ministres de l'Économie lors des mandats de ses prédécesseurs.

### Exercice du mandat
En 2019, Nadia Calviño refuse de se présenter aux élections générales d'avril puis de novembre. Lors d'un débat télévisé dans le cadre de la campagne des élections de novembre, Pedro Sánchez annonce qu'il confirmera Nadina Calviño dans ses fonctions, avec le titre de vice-présidente du gouvernement s'il se maintient au pouvoir.
Le 9 janvier 2020, deux jours après que Sánchez a remporté l'investiture du Congrès des députés, la présidence du gouvernement confirme qu'elle sera effectivement vice-présidente du gouvernement et que les compétences de son ministères seront élargies au numérique. Nommée troisième vice-présidente — sur quatre — et ministre des Affaires économiques et de la Transformation numérique, elle prête serment devant le roi Felipe VI et Pedro Sánchez, au palais de la Zarzuela, le 13 janvier.
Le 25 juin 2020, elle annonce sa candidature à la présidence de l'Eurogroupe pour prendre la suite du ministre portugais des Finances, Mário Centeno, qui ne se représente pas. Bénéficiant de plusieurs atouts, comme son parcours dans les institutions européennes, qu'elle soit la seule postulante appartenant à la famille sociale-démocrate alors que la répartition des responsabilités communautaires répond à un certain équilibre politique, et qu'elle soit une femme dans un milieu historiquement dominé par les hommes, elle fait face à ses collègues irlandais, Paschal Donohoe, et luxembourgeois, Pierre Gramegna. Elle parvient à rallier les soutiens de l'Allemagne, la France et l'Italie, soit les trois plus importantes économies de la zone euro. Au premier tour le 9 juillet, elle remporte neuf voix sur dix-neuf, mais elle rate l'élection au second tour au profit de Paschal Donohoe, qui bénéficie d'une alliance des petits pays et de son appartenance au Parti populaire européen, majoritaire au sein de l'instance. Cette défaite — inattendue au sein du gouvernement espagnol — est exploitée par le Parti populaire (PP) et Ciudadanos, qui dénoncent que les partenaires européens de l'Espagne n'ont pas voulu faire confiance à une ministre issue d'un gouvernement de coalition avec la gauche radicale, ce à quoi José Luis Escrivá leur rétorque qu'en 2015, le ministre espagnol de l'Économie, Luis de Guindos, avait dû se retirer avant même la tenue du scrutin.
Après que le deuxième vice-président et ministre des Droits sociaux, Pablo Iglesias, a annoncé son départ du gouvernement pour se présenter aux élections régionales intercalaires à Madrid, lui et Pedro Sánchez s'accordent le 16 mars 2021 sur un remaniement ministériel : Nadia Calviño reprend son titre au détriment de la ministre du Travail, Yolanda Díaz, appelée à devenir troisième vice-présidente. Protocolairement et politiquement, le président du gouvernement souhaite en effet que la ministre de l'Économie se situe au-dessus de celle du Travail. Elles prêtent serment, ainsi que la nouvelle ministre des Droits sociaux, Ione Belarra, le 31 mars à la Zarzuela. Un nouveau remaniement intervient le 12 juillet suivant, à l'occasion duquel elle est promue première vice-présidente de l'exécutif.
Elle s'emploie notamment à contenir les initiatives de la gauche radicale de rassurer les marchés et le patronat, tout en garantissant le respect d’une certaine orthodoxie économique.
Elle s'oppose régulièrement, au sein du gouvernement, à Yolanda Díaz, notamment sur la question de l’augmentation du salaire minimum, souhaitée par celle-ci. À la fin de l'année 2021, elle s'élève de nouveau contre sa collègue au sujet de sa réforme du Code du travail, revendiquant de conserver les principaux points de la réforme adoptée en 2012 par le gouvernement de Mariano Rajoy. Elle s’est aussi montrée critique envers l’approbation du congé menstruel, craignant qu’il ne « stigmatise » les femmes, et a imposé ses limites à la loi « Riders », pour éviter que les travailleurs de plates-formes numériques de services issus d’autres secteurs que la livraison de repas soient obligatoirement salariés. Elle s’est aussi opposée à l’idée de limiter à 3 % de manière permanente les hausses maximales des prix du loyer.
Elle refuse de nouveau d'être candidate lors des élections générales anticipées du 23 juillet 2023, qui consacrent le maintien de Sánchez au pouvoir. Le 21 suivant, lors de la formation du gouvernement Sánchez III, elle est reconduite au comme première vice-présidente et ministre de l'Économie, du Commerce et des Entreprises.

## Présidente de la BEI
Nadia Calviño est désignée présidente de la Banque européenne d'investissement (BEI) par les ministres de l'Économie de l'Union européenne le 8 décembre 2023, défaisant notamment la commissaire européenne Margrethe Vestager après s'être assurée le soutien de l'Allemagne puis de la France, les deux principaux actionnaires de la BEI. Elle entre en fonction le 1er janvier 2024. Le 29 décembre, Pedro Sánchez la remplace par le secrétaire général du Trésor, Carlos Cuerpo, comme ministre de l'Économie et par la ministre des Finances, María Jesús Montero, comme première vice-présidente.